# 萧子云
萧子云（487年—549年），字景乔，南兰陵（今江苏省常州市西北）人。南梁史学家、文学家、书法家。齐高帝孙，萧嶷第九子，蕭子範、蕭子顯弟。
南齐建武四年（497），萧子云受封新浦县侯。南梁天监初年，降爵为县子。萧子云从小勤奋学习，文采过人。30岁任秘书郎，后迁太子舍人，著《东宫新记》。累迁北中郎外兵参军、晋安王文学、司徒主簿、丹阳尹丞，北中郎庐陵王谘议参军，兼尚书左丞。
大通元年（527年），除黄门郎，俄迁轻车将军，兼司徒左长史。二年，入为吏部。三年，迁长兼侍中。中大通元年（529年），转太府卿。三年，出为贞威将军、临川内史。还除散骑常侍，俄复为侍中。
大同二年（536年），迁员外散骑常侍、国子祭酒，领南徐州大中正。顷之，复为侍中，祭酒、中正如故。七年，出为仁威将军、东阳太守。中大同元年（546年），还拜宗正卿。太清元年（547年），复为侍中、国子祭酒，领南徐州大中正。侯景之乱时，东逃晋陵郡（治所在今江苏省常州市），饿死于显云寺僧房，年六十三。

## 著作
善草隶书，为世楷法。著有《晋书》一百一十卷、《东宫新记》二十卷，另有文集十九卷，皆佚。《晋书》今有辑本1卷，另存少量诗文散见于《文苑英华》和《广弘明集》中。

## 子
第二子萧特，字世达。